# A Sky Full of Stars
"A Sky Full of Stars" é uma canção da banda de rock alternativo britânica Coldplay. A canção foi originalmente gravada pela banda para o sexto álbum de estúdio Ghost Stories (2014), sendo a oitava faixa e terceiro single do álbum. A canção foi produzida pela banda, juntamente com o DJ sueco Avicii, Paul Epworth, Daniel Green e Rik Simpson, e foi lançado como single em 2 de maio de 2014.

## Composição
"A Sky Full of Stars" marca a primeira canção dance da banda, que está sendo descrito como uma faixa EDM com influências do house music, tendo algumas semelhanças com o single "Every Teardrop Is a Waterfall". O piano canção abre como uma balada, com infuências de house progressivo  desempenhando entre os versos. "A Sky Full of Stars" tem sido descrito como "'caindo' de acordo com as sonoridades do synth-heavy de "Midnight", mas com sabor mais dançante".

## Gravação

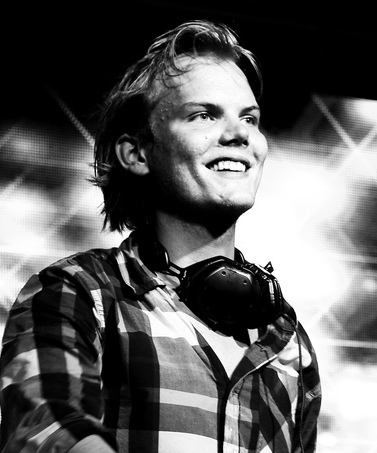
DJ sueco Avicii, como um dos produtores musicais da canção.

"A Sky Full of Stars" foi gravada durante as sessões para o sexto álbum de estúdio da banda, em seus estúdios construídos propositalmente, no The Bakery e The Beehive, no norte de Londres, Inglaterra. Os estúdios foram ambos originalmente construídos para trabalhar em seus dois álbuns de estúdio anteriores, Viva la Vida or Death and All His Friends (2008) e Mylo Xyloto (2011). O DJ sueco Avicii foi convidado pela banda a colaborar em "A Sky Full of Stars". Além de produzir a trilha, ele também foi convidado pelo vocalista Chris Martin a tocar e gravar o piano. No entanto, mais tarde, Martin declarou em uma entrevista à BBC Radio 1, com Zane Lowe, que ele havia se sentido que “enganou” a banda por Avicii ter tocado piano no lugar dele.

## Encarte
A capa do single foi feita no Reino Unido, pela gravura da artista tcheca Mila Fürstová. A capa dá continuação ao encarte de Ghost Stories. Várias figuras, como anjos com asas; edifícios, como uma igreja; e objetos como um labirinto e uma cadeira, também aludindo a arte do encarte do álbum, são encerradas em um espaço tridimensional da carta celeste. A obra de arte do encarte é uma reminiscência do início das obras de Fürstová, Other Skies, que também apresenta diversas figuras, edifícios e objetos impostas em um mapa estelar.

## Recepção da crítica
"A Sky Full of Stars" foi recebida com uma recepção positiva com relação à sua divulgação. Carl Williott, de Idolator, deu à canção uma revisão positiva, afirmando que "soa mais ao estilo dos DJs Zedd ou Avicii do que propriamente do Coldplay em si, sendo certamente, a canção mais alegre que já ouvimos do álbum até agora". Chris de Ville, da Stereogum, deu a "A Sky Full of Stars" um comentário extremamente positivo, afirmando que a música é "a canção do grupo mais enérgica, e a mais clássica do álbum até agora". Chris Martins, da revista Spin, também comentou positivamente, escrevendo que "o estilo EDM é bastante satisfatório na maneira como um todo da canção". Zane Lowe, da BBC Radio 1, chamou a canção de "gravação hit" em 29 de abril de 2014.

## Performance ao vivo
A canção foi tocada pela primeira vez em audiência fechada. A banda, ao executar a canção antes do lançamento do single, rotineiramente pediu ao público para não gravar a sua performance da canção, em uma tentativa de evitar que a música vazasse antes de seu lançamento. Apesar de suas intenções, a canção foi divulgada após a sua performance durante a noite de abertura da turnê promocional de Ghost Stories, no E-Werk, na cidade de Colônia, na Alemanha, em 25 de abril de 2014. A canção foi estreada ao vivo em 29 de abril de 2014, veiculado ao programa musical Later with Jools Holland, da BBC Two. A banda tocou a canção no Saturday Night Live em 3 de maio de 2014.

## Lista de faixas
- Download digital

1. "A Sky Full of Stars" – 4:28
2. "A Sky Full of Stars" (Radio Edit) – 3:56

## A Sky Full Of Stars EP
Um EP foi disponibilizado na forma física e digital, que inclui as canções da  edição de luxo do álbum, comercializado apenas nos Estados Unidos pela loja Target.
1. "A Sky Full Of Stars (Radio Edit)" – 3:56
2. "All Your Friends"
3. "O/Part 2 (Reprise)"
4. "Ghost Story"

## Paradas e posições
| País/Parada (2014)                  | Melhor posição |
| ----------------------------------- | -------------- |
| Alemanha (Media Control Charts)     | 6              |
| Austrália (ARIA Charts)             | 2              |
| Áustria (Ö3 Austria Top 40)         | 11             |
| Bélgica (Ultratop 50 Flanders)      | 2              |
| Bélgica (Ultratop Dance Flanders)   | 10             |
| Bélgica (Ultratop 40 Valônia)       | 1              |
| Bélgica (Ultratop Dance Valônia)    | 31             |
| Brasil (Billboard Brasil Hot 100)   | 52             |
| Canadá (Canadian Hot 100)           | 4              |
| Dinamarca (Hitlisten)               | 1              |
| Espanha (PROMUSICAE)                | 3              |
| Estados Unidos (Digital Songs)      | 5              |
| Estados Unidos (Hot 100)            | 10             |
| Estados Unidos (Rock Songs)         | 5              |
| Estados Unidos (Rock Digital Songs) | 1              |
| União Europeia (Euro Digital Songs) | 3              |
| França (SNEP)                       | 3              |
| Finlândia (Suomen virallinen lista) | 1              |
| Hungria (Single Top 20)             | 2              |
| Itália (FIMI)                       | 1              |
| Luxemburgo (Digital Songs)          | 1              |
| Nova Zelândia (Recorded Music NZ)   | 1              |
| Países Baixos (MegaCharts)          | 2              |
| Portugal (Digital Songs)            | 1              |
| Suíça (Schweizer Hitparade)         | 2              |
| Reino Unido (UK Singles Chart)      | 9              |

## Pessoal
| Coldplay - Guy Berryman – baixo, teclado, sintetizador, vocal de apoio, produção - Jonny Buckland – guitarra, teclado, sintetizador, vocal de apoio, produção - Will Champion – bateria, percussão, teclado, sintetizador, vocal de apoio, produção - Chris Martin – vocal, guitarra, produção Pessoal adicional - Avicii – piano | Técnica - Avicii – produção - Paul Epworth – produção - Rik Simpson – produção - Daniel Green – produção Arte - Mila Fürstová – capa |